# Venus In-Situ Explorer

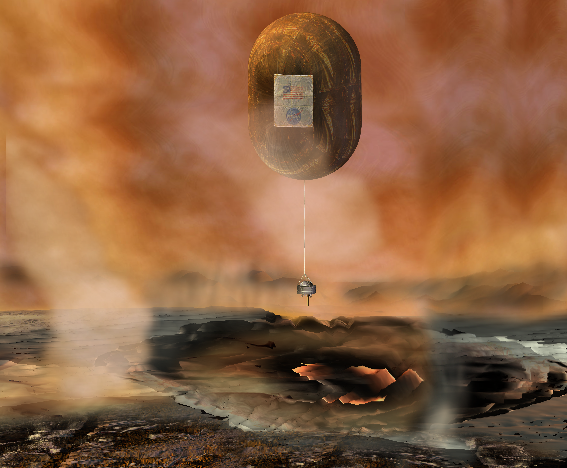
Koncept på Venus In-Situ Explorer.

Venus In-Situ Explorer (VISE) är en rymdsond ska landa på planeten Venus för att svara på viktiga frågeställningar som forskarna har. VISE kommer att ta markprover och göra mätningar på Venus yta och ta reda på mer om Venus jättelika växthuseffekt. Projektet är en av kandidaterna i New Frontiers-programmet 2022.
[uppföljning saknas]